# Moldava
El Moldava (en checo: Vltava; en alemán: Moldau; en polaco: Wełtawa) es el río más largo de la República Checa. Nace en la parte checa de la Selva de Bohemia, pasa por Český Krumlov, České Budějovice y Praga, y finalmente se une con el Elba en Mělník. Su longitud es de 430 km y riega un área de aproximadamente 28 000 km².
En agosto del 2002, una crecida del Moldava acabó con la vida de varias personas y causó numerosos daños a lo largo de su curso.
Uno de los seis poemas sinfónicos del compositor checo Bedřich Smetana, en su obra Mi patria (checo: Má vlast), se llama Moldava y evoca musicalmente el curso del río.

## Etimología
Se cree que ambos nombres, el checo Vltava y el germano Moldau, tienen su origen en el alto alemán antiguo wilt ahwa (“agua salvaje”).

## Eponimia
Un planeta menor, (2123) Vltava, descubierto en 1973 por el astrónomo soviético Nikolái Chernyj, recibió su nombre en honor del río.

La diferencia de altura de la fuente a la boca es 1016 metros y el mayor flujo en la fuente se denomina Černý Potok (Arroyo Negro).

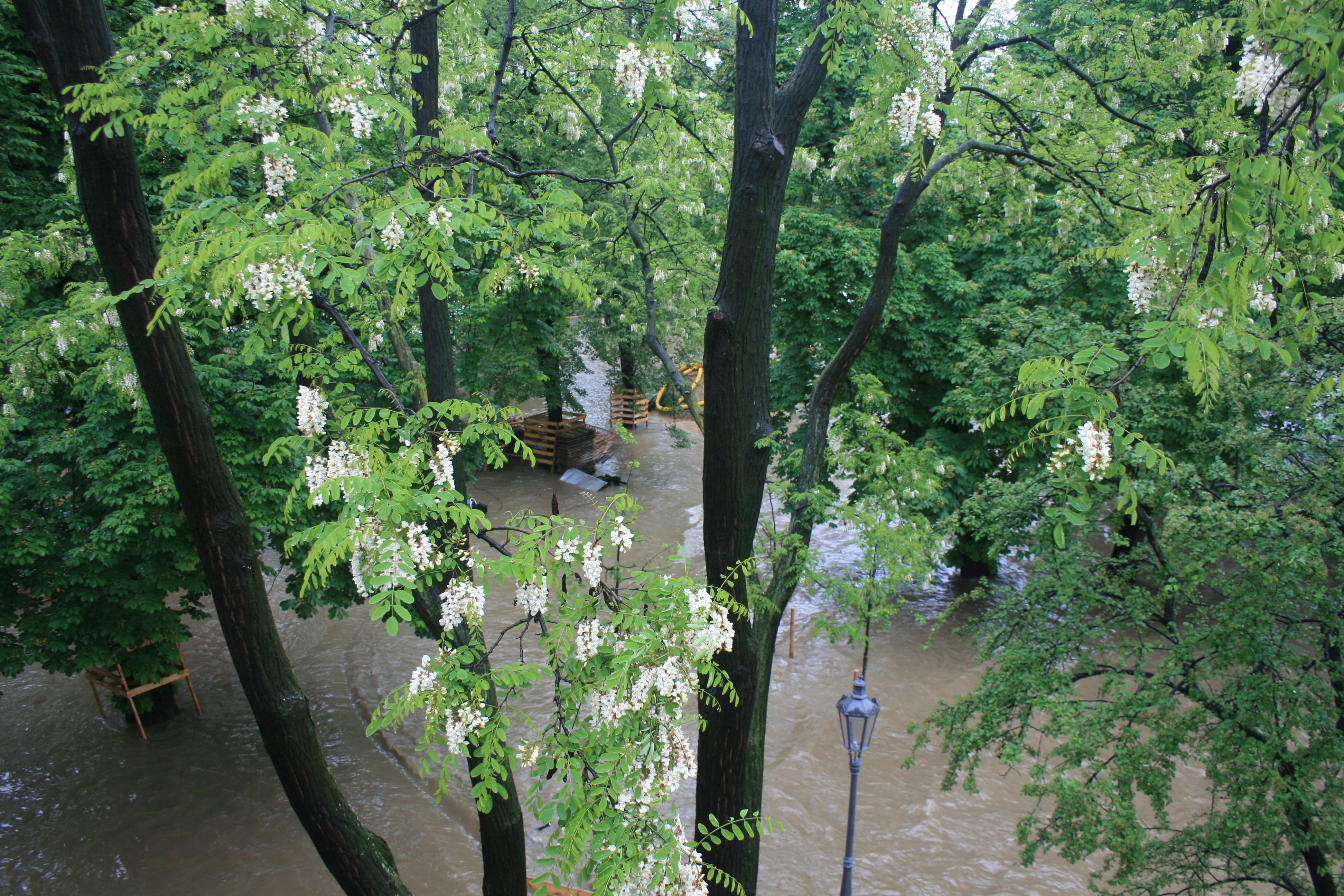
Desbordamiento del Moldava en junio de 2013